# 氧气地质历史

地球大气层中氧气的含量。红线和绿线分别代表上限和下限。变化可分为五个阶段：
第一阶段（38.5-24.5亿年前）：大气层中几乎没有氧气
第二阶段（24.5-18.5亿年前）：氧气逐渐产生，但溶解于海水中，与岩石进行氧化反应
第三阶段（18.5-8.5亿年前）：氧气从海洋中释放出来，但被地表吸收，或转变成臭氧形成臭氧层
第四、第五阶段（8.5亿年前至今）：氧气开始在大气层中积累

氧是宇宙中丰富度第三多的化学元素，也是地球地壳中最为丰富的元素。但因其反应性很高，氧很容易和其它物质发生化学反应，因此大多以化合物（氧化物，比如水、二氧化碳、氧化铁和石英）的状态存在，在自然界中其实很少呈现单质分子的双氧（氧气）和三氧（臭氧）形态。现今地球大气层的独特之处在于其化学成分中单质氧（主要是氧气）的摩尔浓度高达20.8％，这在宇宙其它（哪怕是适居带内的）类地行星中都极其罕见。
地球形成后原始大气中和太阳星云与其它天体的大气层一样并没有游离态的氧气，而是主要由水蒸气、甲烷、氨气和硫化氢等简单氢化物以及一氧化碳和二氧化碳等气态氧化物组成。在冥古宙末期地壳固化冷却后，大部分水蒸气凝结成液态的水降下被移除出地球大气，同时火山释气和后期重轰炸期的大量陨石撞击为大气注入了大量惰性的氮气，在太古宙形成了一个无氧的还原性次生大气，任何具有氧化性的物质（包括游离态的氧气）都会被空气、地表和水体中的各种还原剂物种迅速移除。现今富含氧气的大气主要是自中太古代以来生物产氧光合作用的结果，其间经历了数个阶段，包括三次大规模的氧化事件。
因为游离氧气和植被的丰盛，地球是目前已知唯一会自然产生野火的行星。在现代，虽然人类燃烧化石燃料、焚烧植被和砍伐林木等活动对二氧化碳大气含量影响显著，但因氧气在自然界中的存量巨大，而对地球大气含氧量的影响仍微乎其微。

## 氧化事件

### 第一次
35亿年前，可以用卟啉衍生物叶绿素进行产氧光合作用的原核生物——蓝绿菌出现，其反应中心通过吸收日光中的红蓝光谱分解水分子获得氢离子来固碳合成碳水化合物，并释放氧气这个副产品。经过十亿年不断释放氧气，地表和海洋中所有的还原剂物质（包括亚铁、硫磺和硫化氢等）都被耗尽，氧化铁也在海底沉积形成条状铁层，最终在大气中也开始出现游离的氧气。这不但摧残了当时以厌氧菌为主的地球生物圈，还因为氧化大量消耗了大气甲烷严重削弱了温室效应而在元古宙初期引发了历时三亿年的休伦大冰期。但冰期结束后的整整十亿年间因环境整体仍然硫化缺氧导致生物演化速度极其缓慢，地球的氧气浓度也始终保持在很低的水平，只有现今水平的1～2%。

### 第二次
“无聊十亿年”结束后，演化出固氮能力的蓝绿菌和以绿藻和红藻为代表的各类真核自营生物（原始质体生物）开始繁盛，使得地球的氧气浓度出现了又一波提升。尽管如此，前寒武纪产氧速率仍然较慢且波动较大，生物圈也局限于单细胞的原生生物和能够适应贫氧条件的多细胞生物（如丝盘虫和原始海绵），但藻类的不断产氧仍使得氧气浓度上升到今天水平的10%左右。但这也因此部分导致了历时一亿年的全球性大冰期——成冰纪的雪球地球事件，重创了当时还以简单生物为主的生物圈。但氧气的显著积累在冰期消退后使得真核生物得以繁荣，为之后埃迪卡拉纪发生的阿瓦隆大爆发创造了条件，出现了最早的复杂结构的底栖生物集群——埃迪卡拉生物群，其中更是出现了最早的真后生动物（特别是刺胞动物和两侧对称动物）。而增多的氧气浓度也使其三原子同素异构体——臭氧在平流层底部足以形成可以屏障短波紫外线的臭氧层，保护了地表不受游离辐射的影响。

### 第三次
虽然有埃迪卡拉纪末大灭绝的冲击，进入显生宙后地球大气的氧气浓度仍然保持缓慢提升，这使得多細胞生物在进入寒武纪后又出现了一次演化辐射，史称寒武纪大爆发，诞生了现生几乎所有的门，其中包括众多具有更高移动性的真后生动物。在志留纪末期，淡水绿藻的一支——轮藻中一些被水位变化留在岸上的群落演化出了更高的耐旱能力并可以用根系吸取水分和养分在陆地上生长繁衍，发展出了最早的有胚植物。这些早期植物配合共生的真菌一起在泥盆纪不断在陆地上扩张，并通过侵蚀岩石在地表制造出了可以蓄水并富含腐殖质和矿物质的土壤层，为其它生物（特别是原始的陆生动物）的登陆提供了栖息条件。陆生植物的冠群——维管植物更是在3亿年前的石炭纪形成了高大茂密的煤炭森林。陆地植被的繁盛很大程度上构成了地球历史上的第三次大规模氧化事件，大气层的氧气浓度也因此一度涨到有史以来最高的峰值35％，也使得当时的节肢动物体型庞大，但也因为巨量的碳截存减少了大气二氧化碳而导致了晚古生代大冰期。从此之后，哪怕在石炭纪雨林崩溃事件后氧气浓度有所下跌，甚至在二叠纪末大灭绝摧残几乎所有陆地生态系统后，大气含氧在最低时期也始终将浓度保持在15％以上。

## 对生物圈的影响
因为氧气可以对遗传物质和生物膜造成氧化伤害，所以大氧化事件后出现的游离氧气使得当时以厌氧原核生物为主的生物圈遭到浩劫，可以算是引发了地球历史上最早也是最大规模的生物集群灭绝事件。然而氧气浓度变化所施加的选择压力也助长了拥有抗氧化剂机能的好氧生物的演化，特别是厌氧古菌和好氧细菌发生内共生后诞生出的真核生物。因为有氧呼吸可以产生远高于无氧呼吸的化学能，这使得真核生物在细胞尺寸和功能潜力上都远超原核生物，同时也催生了最早的胞吞捕食行为，这种新型竞争所引发的共同演化与军备竞赛也大大刺激了生物多样性的发展。数据显示，大氧化事件后不久，生物数量猛增100倍。氧气浓度也会影响生物体型。石炭纪时期大气氧含量约为35%，节肢动物普遍体型庞大，而石炭纪之后昆虫体型逐渐变小。
一种观点认为，氧浓度上升会加快生物进化的速率。最后一次雪球地球结束时，大气氧含量增加，开始出现多细胞生命。但是这种关联并不明显，理论也遭到质疑。氧浓度较低时，生物尚未进化到可以固氮的阶段，可利用的含氮有机物较少，存在周期性的“氮危机”，海洋可能不适合生物生存。氧气浓度上升只是生物进化的前提之一。氧浓度上升后，动物立即出现，并保存在化石记录中。此外，类似于大气缺氧，海洋缺氮等不适于宏观生命生存的条件，在寒武纪早期和白垩纪晚期时常出现，但是对多细胞生物没有明显的影响。这可能表明在寒武纪以前，海洋沉积物反映大气和地壳的化学组成的方式与现在不同，因为那时没有浮游生物进行物质循环。
富氧大气能更快的风化岩石，促进铁、磷等元素的循环，对物种的新陈代谢、生长繁殖起重要作用。